# Eodorcadion rubrosuturale kerulenum
Eodorcadion rubrosuturale kerulenum es una subespecie de escarabajo longicornio del género Eodorcadion, categorizada en la tribu Dorcadionini, de la subfamilia Lamiinae. Fue descrita por Danilevsky en 2007.

## Descripción
Mide 10,7-17 mm de longitud.

## Distribución
Se distribuye por Mongolia.